# Zgodovinskost Jezusa Kristusa
Zgodovinskost Jezusa Kristusa je vprašanje o obstoju, delovanju in življenju zgodovinskega Jezusa Kristusa. Njegova zgodovinskost je odvisna od priznavanja in dokazovanja njegove resničnosti. Večina zgodovinarjev danes priznava njegov obstoj, to prav tako potrjujejo zgodovinska merila. Ta so pomagala pri rekonstrukciji njegovega življenja. Znanstveniki se sicer ne strinjajo povsem glede njegovih naukov in življenjskih podrobnosti, ki so opisane v evangelijih, toda večina jih ne podpira zamisli o Kristusovem mitu oziroma njegovem neobstoju. Med njimi je tudi primer G. A. Wellsa, znanega mistika, ki je spremenil svoje mnenje in sprejel minimalno zgodovinskost Jezusa Kristusa.
Vprašanje njegovega zgodovinskega obstoja temelji predvsem na kritični analizi evangeljskih besedil, prav tako pa se preučevalci poslužujejo kritično-zgodovinskega preučevanja in različnih metod za dokazovanje zanesljivosti le-teh. Pri tem si pomagajo tudi z različnimi rekonstrukcijami Jezusovega življenja.
Velika večina sodobnih učenjakov se strinja, da je Jezus obstajal, živel med letoma 7 pr. n. št. in 36, govoril aramejsko, prebival in poučeval v Galileji, da ga je krstil Janez Krstnik in da ga je dal križati Poncij Pilat. Zaradi skoposti zgodovinskih virov in njihove naknadne manipulacije o zgodovinskosti njegovih drugih dejanj ni konsenza.